# Кэрри-трейд
Кэрри-трейд (англ. carry trade) — стратегия получения прибыли на валютном рынке за счёт разной величины процентных ставок, реализуется как совокупность ряда кредитных, конвертационных (обменных) и депозитных операции с валютами разных стран. Термин не имеет общепринятого перевода на русский язык, одним из вариантов является «процентный арбитраж».
В основе стратегии лежит то обстоятельство, что в различных государствах величины процентных ставок на кредиты/депозиты в национальной валюте длительное время могут существенно отличаться. Это позволяет получить кредит в валюте с низкой процентной ставкой, конвертировать средства в другую валюту и разместить депозит под более высокие проценты. Через некоторое время депозит закрывается, происходит обратная конвертация валюты и погашение взятого кредита.
Самым распространённым примером являются операции в паре иены и фунты стерлингов: трейдер берёт в долг миллион иен в японском банке под 0,5 % годовых, обменивает их на фунты стерлингов, которые размещает на депозит в банке Великобритании под 3,5 % или за которые покупает соответствующие облигации с выплатой 4,5 % годовых (цифры взяты как пример, но они соответствуют реальным показателям по состоянию на 2010 год). Трейдер может заработать на этой операции 3 или 4 % (3,5 (4,5) % — 0,5 %) годовых, при условии, что курс иены по отношению к фунту остаётся неизменным.
Риском при данной стратегии является изменение обменного курса используемых валют. Так в октябре 2008 года иена резко подорожала, что привело к убыткам для тех, кто вынужден был покупать иену по новой цене для погашения ранее взятых дешёвых кредитов. Для снижения подобных рисков используют форвардное покрытие (хеджирование) — после покупки валюты по текущему курсу делается продажа по форвардной котировке. Это снижает валютные риски, но и прибыльность операции уменьшается, так как форвардный курс учитывает разницу в процентных ставках и в идеале делает процентный арбитраж бесприбыльным.
Массовый переток валют в результате применения данной стратегии приходится учитывать центральным банкам при управлении ключевой ставкой. Повышение ставки без учёта ставок в других странах может вызвать массированный приток в страну спекулятивного капитала.